# 京井幸
京井 幸（きょうい ゆき、1979年2月10日 - ）は、日本の女性声優。栃木県出身。

## 略歴
俳協ボイスアクターズスタジオ第15期生。以前は東京俳優生活協同組合に所属していた。

## 人物
声種はメゾソプラノ。
趣味・スポーツはスケート、卓球、バーレーボール、弓道。
免許・資格はワープロ技術検定3級。

## 出演

### テレビアニメ
- アストロボーイ・鉄腕アトム（原始人の母親）
- 犬夜叉（おばさん）
- カレイドスター 新たなる翼（母親）
- ケロロ軍曹（おばあさん、宝くじ売り場のおばさん）
- ドラえもん（テレビ朝日版第2期）（母親）
- ビューティフル ジョー（ウィリー）
- 忍たま乱太郎（双子の老婆）
- フォルツァ!ひでまる（ドラゴンキーパー）
- 魔法少女育成計画（合歓の母）

### 劇場アニメ
- 図書館戦争 革命のつばさ（2012年、フク）

### 吹き替え
- アウトライブ -飛天舞-
- ER緊急救命室シーズンXI #10（ティーシャ〈カミラ・ウィンブッシュ〉）
- エーミールと探偵たち
- 彼女は夢見るドラマクイーン
- カンガルー・ジャック
- カントリーベアーズ
- ギャング・オブ・ニューヨーク
- キャンプ・ラズロ（グレッチェン）
- クランプ・ツインズ（ミス・ミンクル）
- グリッター きらめきの向こうに（ルイーズ）
- 恋のクリスマス大作戦
- 最'狂'絶叫計画（シャニーカ）
- サブリナ（クロエ）
- シークレット・アイドル ハンナ・モンタナ
- シティ・オブ・ゴッド
- シュレッダーマン（ミリアム）
- スチュアート・リトル2
- チャーリーズ・エンジェル フルスロットル
- チャーリーと14人のキッズ
- ノートルダムの鐘II
- ハンナ・モンタナ/ザ・ムービー
- ファインディング・ニモ
- ファインディング・ドリー（チキンフィッシュ）
- ベイブ/都会へ行く
- マルコム in the Middle（イレイザー・ヘッド）
- ライオン・キング3 ハクナ・マタタ
- リトル・ベア（アヒル）
- ロミオ・マスト・ダイ※テレビ版
- ロメオ（ロジャーズ）
- ワンス・アポン・ア・タイム・イン・アメリカ（少年時代のモー）

### ゲーム
- 喧嘩番長（飯島靖子）
- SIREN（屍人）
- みんなのGOLF ポータブル2
- ファイナルファンタジーXIV（マトーヤ）